# اوتاتي
اوتاتي هي  كومونا في مقاطعة ساليرنو في منطقة كامبانيا جنوب غرب إيطاليا . اعتبارًا من عام 2011 كان عدد سكانها 680. 

## تاريخ
تأسست المدينة في القرن الثاني عشر ، على الأرجح من قبل الرعاة الذين هجروا قرية فاسانيلا القديمة. 

## جغرافيا
تقع اوتاتي في سيلنتو وجزء من منتزهها الوطني ، أسفل جبل تيمبا دي براتو (1،048 م) ، وهو جزء من سلسلة جبال البورني . يتقاطع في المنتصف طريق المقاطعة SP 179 ويقع مبنى البلدية في فيا 24 ماجيو 53. إنها  على بعد 3 كيلومترات من سانت انجيلو أ فاسانيلا و 7 من كورلتو مونفورت و 8 من أجوارا و 9 من كاستيلتشيفيتا و 92 كم من مدينة ساليرنو .
تقع البلدية على حدود مع أجوارا و بيلوسجواردو و كاستلسيفيتا و بيتينا و Sant'Angelo a فاسانيلا و سيكينانو ديجلي البورني .  لا يوجد بها قرى صغيرة ( فراتسيوني ) ، ولكنها تحسب محليتي بيفيو سان فينو و شياي ، المكونة من عدد قليل من بيوت المزارع المتناثرة.

## التركيبة السكانية
بلغ عدد سكان بلدية أواتي 998 نسمة حسب نتائج التعداد الوطني الذي أجري في عام 1991. بعد التعداد الوطني لعام 2001 ، تم الإعلان رسميًا عن أن عدد السكان 809 نسمة ، مما أظهر انخفاضًا بنسبة 18.94٪ بين عامي 1991 و 2001.  يتوزع السكان على 345 عائلة بمتوسط 2،34 نسمة لكل أسرة.

## اقتصاد
هناك 6 شركات صناعية توظف 16 شخصًا (14.16٪ من إجمالي العمال) ، و 21 شركة خدمات توظف 22 شخصًا (19.47٪ من إجمالي العمال) ، و 26 شركة توظف 66 شخصًا (58.41٪ من إجمالي العمال). ) ، 2 مكتب إداري يعمل بهما 9 عمال (7.96٪ من إجمالي المشتغلين). يبلغ عدد العاملين في البلدية 113 عاملاً ، أي 13.97٪ من سكان البلدية. 